# Harm Boelems
Harm Boelems (Weende, 17 februari 1897 – Assen, 18 december 1954) was een Nederlandse burgemeester.
Boelems werd geboren in een Groninger landbouwersfamilie. Hij was zelf ook landbouwer en zat voor de CHU in de gemeenteraad van Vlagtwedde, voor hij in 1934 burgemeester werd van de Drentse gemeente Zuidwolde.
In september 1942, nadat burgemeester Bloemers wegens tegenwerking werd ontslagen, werd Boelems aangesteld als NSB-burgemeester van Assen. Tegen het einde van de Tweede Wereldoorlog werd rond Assen een uitgebreid stelsel van tankgrachten en stellingen aangelegd. Boelems ijverde ervoor om de benodigde dwangarbeiders voor dit werk te verzamelen. Op 13 april 1945 werd Assen door de Canadezen bevrijd. Al snel werden de NSB'ers in de gemeente opgepakt, waaronder ook de burgemeester. Hij werd op een vrachtauto gezet, waar hij staande onder de Nederlandse vlag het Wilhelmus moest zingen. Hij werd later veroordeeld tot vierenhalf jaar gevangenisstraf. Zijn zoon Geert Wubbe Boelems was vanaf mei 1942 bijna drie jaar NSB-burgemeester in Vledder.